# Peter Lipp (Handballspieler)
Peter Lipp (* 14. Oktober 1958) ist ein ehemaliger deutscher Handballspieler.

## Karriere
Peter Lipp spielte in der Saison 1978/79 in der Handball-Bundesliga beim TSV 1896 Rintheim. Nachdem der TSV am Saisonende abgestiegen war, wechselte der Torwart zum TuS Nettelstedt, mit dem er 1981 den Europapokal der Pokalsieger gewann. Ab 1984 hütete er das Tor bei Grün-Weiß Dankersen, von wo er ein Jahr später zur SG Weiche-Handewitt, einer Spielgemeinschaft der Handballabteilungen des Handewitter SV und des ETSV Weiche, wechselte. Mit der SG stieg Lipp am Ende der Spielzeit 1986/87 in die 2. Handball-Bundesliga ab, schaffte aber im folgenden Jahr den sofortigen Wiederaufstieg. Nachdem die SG 1990 erneut abgestiegen war, ging er zum THW Kiel. 1991 kehrte Peter Lipp nach Flensburg zurück und spielte bis zu seinem Karriereende 1993 bei der 1990 von TSB Flensburg und Handewitter SV neu gegründeten SG Flensburg-Handewitt.
Lipp bestritt insgesamt 191 Spiele in der ersten und zweiten Bundesliga.

## Sonstiges
Peter Lipps Sohn Maximilian Lipp ist ebenfalls Handballspieler.